# مسطح مائي

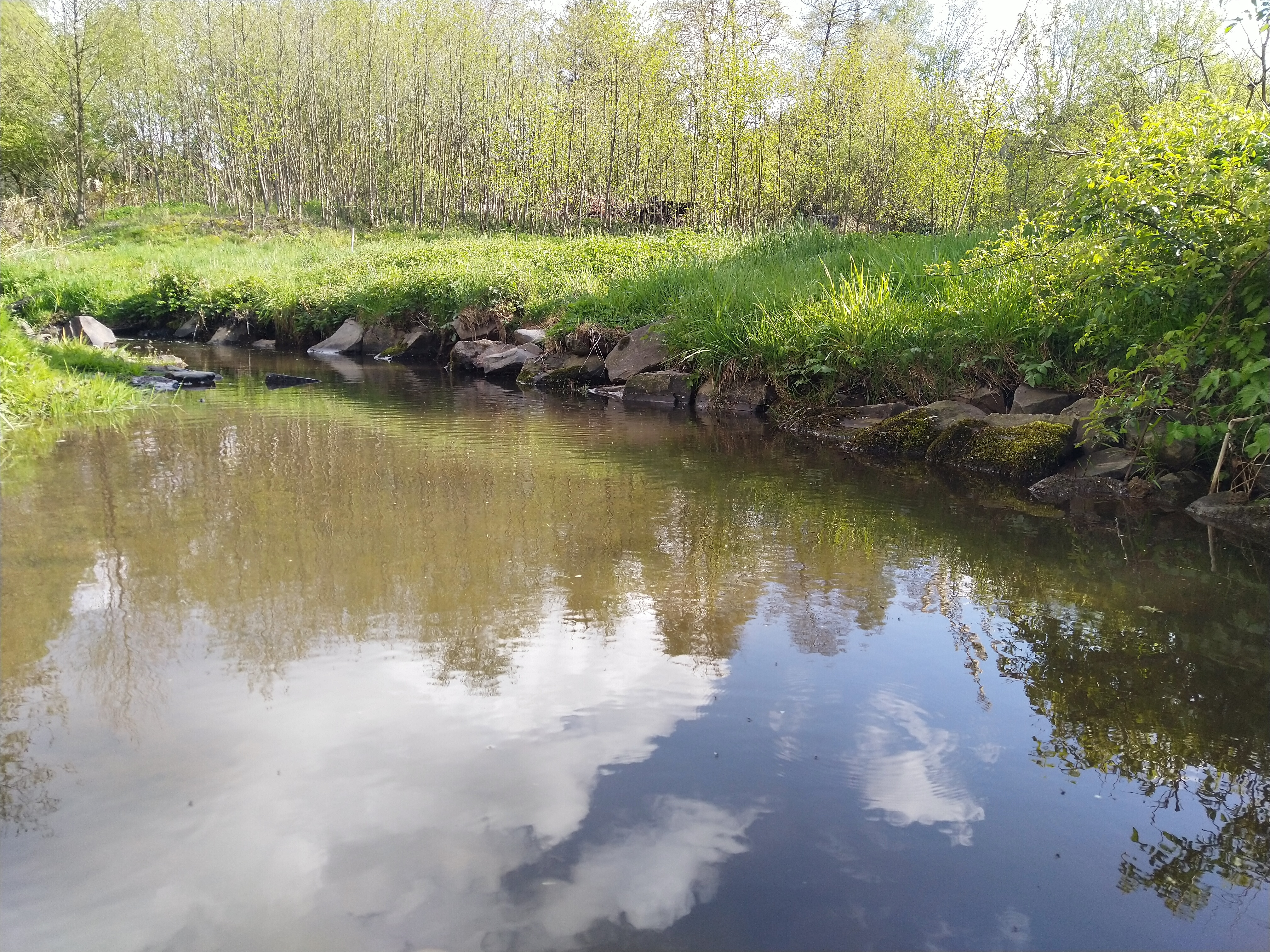
مجرى مائي في ألمانيا

المسطح مائي أو المسطحات المائية، هو مصطلح يطلق على أي تراكم للمياه على سطح الأرض أو كوكب آخر. غالبًا ما يشير المصطلح إلى المحيطات والبحار والبحيرات ولكنه يشمل تجمعات المياه الأصغر مثل البرك والأراضي الرطبة أو البريكة. ليس بالضرورة أن تكون المياه ساكنة ليطلق عليها هذ المصطلح، فالأنهار والجداول والقنوات وغيرها حيث تنتقل المياه من مكان إلى آخر تعتبر أيضًا مسطحات مائية.

## تعريف
غالباً ما يعتبر علم المسطحات المائية الداخلية فرعاً من علم البيئة، ويمكن تعريفه بأنه «دراسة المسطحات المائية الداخلية حيوياً، وكيميائياً، وفيزيائياً، وجيولوجياً». وكل خصائص المسطحات المائية الداخلية (المياه الثابتة والجارية، العذبة والمالحة، الطبيعية والصناعية). وذلك يشمل دراسة البحيرات والبرك والأنهار والينابيع والجداول والمستنقعات.
هناك فرع حديث من علم المسطحات المائية الداخلية سمي بعلم المسطحات المائية الداخلية الطبيعية، يدرس ويتدبر ويحمي هذه الأنظمة البيئية المائية باستخدام منظور طبيعي.
علم المسطحات المائية الداخلية على علاقة وثيقة بعلم البيئة المائية وعلم المياهيات الذي يدرس الكائنات المائية من ناحية حركة وتوزيع البيئة المائية على الأرض.